# Pocito (departamento)
Pocito é um departamento da Argentina, localizado na 
província de San Juan.